# Никарх (правитель Пеонии)
Никарх — правитель Пеонии около 350 года до н. э.
О правившем около 350 года до н. э. современнике Ликкея и Симона Никархе известно только из нумизматического материала с его именем. На аверсе тетрадрахм Никарха по пеонийскому образцу изображён Аполлон в лавровом венке. В то же время на реверсе помещён трезубец, отсутствующий на других монетах из Пеонии, что дало основание некоторым исследователям, например, Й. Юруковой отрицать принадлежность Никарха к пеонам. По мнению В. Соколовской, Никарх был представителем правящей династии у агриан.